# Candra Wijaya
Candra Wijaya (Chinees:陳甲亮, Cirebon, West-Java, 16 september 1975) is een Chinees-Indonesisch badminton-speler. Hij is voormalig wereld- en olympisch kampioen in het dubbelspel.

## Olympische Spelen
Candra Wijaya deed namens Indonesië mee aan de Olympische Spelen van 2000 (Sydney), in het mannen dubbelspel. Zijn partner was Tony Gunawan, die wordt beschouwd als een van de grootste dubbelspelers aller tijden. In de eerste ronden hadden ze een bye, en in de tweede ronde namen ze het op tegen de Denen Jim Laugesen en Michael Søgaard. Deze partij wonnen ze met 15-9 en 15-7. In de kwartfinale stonden ze tegenover Simon Archer en Nathan Robertson, uit Groot-Brittannië. Ook deze wedstrijd ging naar de Indonesiërs, met 15-13 en 15-11. Ze gingen door naar de halve finales, tegen de Zuid-Koreanen Ha Tae-Kwon en Kim Dong-Moon, die later brons zouden winnen. De Indonesiërs wonnen deze partij in twee sets, 15-13 en 15-10, waardoor ze naar de finale gingen.
In die finale namen ze het op tegen Lee Dong-soo en Yoo Yong-sung, die eveneens uit Zuid-Korea kwamen. Gunawan en Wijaya wonnen de gouden medaille in drie sets, 15-10, 9-15 en 15-7. Het was de enige gouden medaille van Indonesië op de Olympische Spelen van 2000.

## Wereldkampioenschappen
Wijaya wist driemaal een medaille te behalen op de Wereldkampioenschappen badminton, bij het heren-dubbelspel. In 1997 won hij, samen met zijn landgenoot Sigit Budiarto, de gouden medaille. Deze ging ten koste van de Maleisiërs Yap Kim Hoop en Cheah Son Kit. In 2003 wist Wijaya weer de finale te behalen, opnieuw met Budiarto. Dit keer verloren ze echter van de Denen Lars Paaske en Jonas Rasmussen. Ook in 2005 behaalde hij samen met Budiarto de finale te behalen. Ook deze keer ging deze verloren, dit keer van Tony Gunawan (die voor de Verenigde Staten uitkwam) en Howard Bach.

## Aziatische kampioenschappen
Wijaya behaald ook drie keer de finale van de Aziatische kampioenschappen badminton, ook in het heren-dubbel. In 1996 behaalde hij, samen met Ade Sutrisna, goud. In 2001 deed hij samen met Tony Gunawan mee. Ze verloren echter in de finale van hun landgenoten Bambang Suprianto en Trikus Haryanto. In 2004 deed Wijaya samen met Halim Haryanto mee. Ook nu bereikte hij de finale, maar ook deze keer ging deze verloren. De winst ging dit keer naar de Indonesiërs Sigit Budiarto en Tri Kusharyanto.

## Erelijst
- 1 maal winnaar mannen-dubbelspel, Badminton op de Olympische Zomerspelen (2004)
- 1 maal winnaar mannen-dubbelspel, Wereldkampioenschappen badminton (1997)
- 1 maal winnaar mannen-dubbelspel, Aziatische badminton kampioenschappen (1996)
- 4 maal winnaar mannen-dubbelspel, Indonesia Open (1997, 2000, 2001 en 2006)
- 3 maal winnaar met Indonesische team, Thomas Cup (1998, 2000 en 2002)
- 3 maal winnaar mannen-dubbelspel, Singapore Open (1997, 1998 en 2005)
- 3 maal winnaar mannen-dubbelspel, World Badminton Grand Prix (1997, 1999 en 2000)
- 2 maal winnaar mannen-dubbelspel, All England (1999 en 2003)
- 2 maal winnaar mannen-dubbelspel, Malaysia Open (2001 en 2005)
- 1 maal winnaar mannen-dubbelspel, Swiss Open (2005)
- 1 maal winnaar mannen-dubbelspel, Korea Open (2006)
- 1 maal winnaar mannen-dubbelspel, Japan Open (2007)

1992: Kim Moon-soo & Park Joo-bong ·
1996: Rexy Mainaky & Ricky Subagja ·
2000: Tony Gunawan & Candra Wijaya ·
2004: Kim Dong-moon & Ha Tae-kwon ·
2008: Markis Kido & Hendra Setiawan ·
2012: Cai Yun & Fu Haifeng ·
2016: Fu Haifeng & Zhang Nan ·
2020: Lee Yang & Wang Chi-lin ·
2024: Lee Yang & Wang Chi-lin